# Università di Gibilterra
L'Università di Gibilterra  è la prima università di Gibilterra, formalmente istituita nel luglio 2015 e inaugurata il 21 settembre dello stesso anno.
L'università è modellata secondo l'Università delle Seychelles. Nel 2014, quest'ultima ha annunciato un'alleanza per la collaborazione e lo scambio di studenti con Gibilterra. L'Università di Gibilterra è stata sede della Conferenza di Calpe il 19 settembre 2015.
Il campus principale dell'università si trova a Punta de Europa, l'estrema parte meridionale della Rocca di Gibilterra, in un edificio singolare che combina antiche installazioni militari restaurate con edifici di nuova costruzione, progetto del gruppo di architetti di Ayaltointegral.

## Struttura
L'università è organizzata in quattro facoltà:
- Business
- Scienze della vita e della terra e studi mediterranei e di Gibilterra
- Studi sulla salute e scienza dello sport
- Turismo e ospitalità